# Centrale nucleare di Trillo
La centrale nucleare di Trillo è una centrale nucleare spagnola situata presso la città di Trillo, nella Castiglia-La Mancia. L'impianto è composto da un unico reattore PWR da 1003MW di potenza netta, il secondo reattore programmato non è stato costruito a causa della moratoria sul nucleare.